# 히즈키 하나
히즈키 하나(일본어: 陽月 華 ひづき はな[*], 1980년 9월 2일 - )는 일본의 배우이다. 전 다카라즈카 가극단 소라구미 톱여역이다.
도쿄도 아다치구, 도립 아스카 고등학교 출신이다. 키 164cm, 혈액형 O형이다. 애칭은 "요-코", "우메"이다.
소속사는 코인이다.

## 약력
1998년, 다카라즈카 음악학교에 입학.
2000년, 다카라즈카 가극단 86기생으로 입단. 입단 당시 성적은 9등. 하나구미 공연 「겐지모노가타리 아사키 유메미시／더 뷰티즈!」로 초무대. 구미마와리를 거쳐 호시구미에 배속.
2001년, 한큐한신 첫 참배 포스터 모델로 기용.
2002년, 이케다 은행 이미지 걸에 취임.
2003년, 「비에 부르면」 (일생극장 공연)으로 첫 히로인. 입단 4년차에 발탁되었다. 그 후 5번에 걸쳐 신인공연 히로인을 맡았다.
2006년, 「페투 앰페리얼」로 바우홀 공연 첫 히로인.
2007년, 「Hallelujah GO!GO!」로 2번째 바우홀 공연 히로인. 같은 공연 천추락 다음날인 1월 16일자로 소라구미로 이동되었고, 2월 13일자로 소라구미 톱여역에 취임. 야마토 유우가의 상대역으로, 「발렌시아의 뜨거운 꽃／소라 FANTASISTA!」로 톱콤비 대극장 오히로메.
2008년, 「여명의 바람／Passion 사랑의 여행」 연습 중 부상으로 인해, 「비에 부르면」 (우메다 예술극장 공연)까지 전 일정 휴연.
2009년 7월 5일, 「장미에 내리는 비／Amour 그것은…」 도쿄 공연 천추락을 기해, 야마토 유우가와 함께 다카라즈카 가극단을 퇴단.
퇴단 후에는 무대, 드라마, 영화 등 넓은 방면에서 활동하고 있다.

## 에피소드
배우 요시다 요와 닮았다는 말을 많이 듣는다.

## 수상이력
- 다카라즈카 가극단 연도상 - 2004년도 신인상
- 다카라즈카 가극단 연도상 - 2006년도 노력상